# Ohmilita
La'ohmilita és un mineral de la classe dels silicats. Va ser anomenada en honor de l'indret on va ser descoberta: Ohmi (Prefectura de Niigata, Japó).

## Característiques
L'ohmilita és un silicat de fórmula química Sr₃(Ti,Fe3+)(Si₂O₆)₂(O,OH)·2H₂O. Cristal·litza en el sistema monoclínic. Els cristalls són fibrosos, de fins a 10 μm, allargats al llarg de [010]; poden aparèixer en agregats que mesuren fins a 0,2 mm i que rarament són esferul·lítics.
Segons la classificació de Nickel-Strunz, l'ohmilita pertany a «09.DH - Inosilicats amb 4 cadenes senzilles periòdiques, Si₄O₁₂» juntament amb els següents minerals: leucofanita, haradaïta, suzukiïta, batisita, shcherbakovita, taikanita, krauskopfita, balangeroïta, gageïta, enigmatita, dorrita, høgtuvaïta, krinovita, makarochkinita, rhönita, serendibita, welshita, wilkinsonita, safirina, khmaralita, surinamita, deerita, howieïta, taneyamalita, johninnesita i agrel·lita.

## Formació i jaciments
L'ohmilita va ser descoberta a Ohmi en un dic d'amfibolita-quars-albitita que tallava serpentinita. També ha estat descrita en altres indrets de la prefectura de Niigiata.